# Filip Đorđević
Filip Đorđević [filip ďžordževič] uváděný i jako Filip Djordjević (srbskou cyrilicí Филип Ђорђевић; 28. září 1987, Bělehrad) je srbský fotbalový útočník a reprezentant, v současné době hráč italského klubu SS Lazio.

## Klubová kariéra
V profesionálním fotbale debutoval v srbském klubu FK Crvena zvezda, s nímž v sezóně 2005/06 vyhrál double, tedy ligový titul a prvenství v národním poháru. V sezóně 2006/07 hostoval v bělehradském klubu FK Rad. Na jaře 2008 hostoval v FC Nantes (a pomohl mu k postupu do Ligue 1), kam nakonec v létě téhož roku přestoupil (podepsal smlouvu na 4 roky). V létě 2014 odešel po vypršení smlouvy s FC Nantes jako volný hráč do italského prvoligového týmu SS Lazio.

## Reprezentační kariéra
V A-mužstvu Srbska debutoval 14. 11. 2012 v přátelském zápase ve švýcarském městě St. Gallen proti reprezentaci Chile (výhra 3:1). Při svém debutu vstřelil vítězný gól.